# آلان دانسيرو
آلان دانسيرو هو مبارز بالسيف كندي، ولد في 13 ديسمبر 1954 في مونتريال في كندا.

## وصلات خارجية
- آلان دانسيرو على موقع أوليمبيديا (الإنجليزية)